# La Morera (Òdena)
La Morera és una obra del municipi d'Òdena (Anoia) declarada bé cultural d'interès nacional.

## Descripció
Es tracta d'una masia de grans dimensions formada per diferents parts afegides i amb diferents annexes situats al voltant de dos patis a diferent nivell.
Els elements que més destaquen són la porta d'entada a l'edifici principal d'arc de mig punt amb dovelles, l'arc que comunica un pati amb l'altre (potser l'entrada original) i el cobert situat davant l'era.
Aquest és d'una sola planta i té un gran arc escarser que forma l'entrada a un gran espai cobert i amb un rellotge de sol a la façana.

## Història
A la llinda d'un cos annexa hi ha la inscripció "BENEHIDA SIA A LA SANTA IMMACULADA CONCEPCION DE LA BENAVENTRUADA VERGE MARIA 1794".